# Stefania Rivi
Stefania Rivi, född 14 september 1978 i Reggio nell'Emilia, är en italiensk skådespelerska.

## Karriär
Stefania Rivi påbörjade sin karriär, medan hon studerade vid Konstskolan i Modena och blev utvald att delta i en provfilmning för huvudrollen i filmen A domani (1999), regisserad av Gianni Zanasi. Därefter fortsatte hon sin karriär som skådespelerska och arbetade även inom teater-, radio- och framförallt TV- och filmproduktioner.
Bland hennes övriga arbeten kan nämnas Da zero a dieci (2002) av Luciano Ligabue, Cavalieri che fecero l'impresa (Pupi Avati), Det tredje ögat, regisserad av Susanna Nicchiarelli, och I slutet av natten, regisserad av Salvatore Piscicelli, de två sistnämnda från 2003. År 2005 var hon medspelare till Adriano Giannini i Dolina av den ungerske författaren Zoltan Kamondi.
Inom TV debuterade hon 1999, där hon spelade rollen som Maria i TV-filmen från Canale 5 Amici di Gesù  Giuseppe di Nazareth, regisserad av Raffaele Mertes, som även regisserade henne i San Giovanni – L'apocalisse (2002), som sändes på Rai Uno. Detta följdes av miniserierna Padri e figli (2004) och Ho sposato un calciatore (2005), båda sända på Canale 5.

## Filmografi

### Filmer
- A domani
- Lupo mannaro
- I cavalieri che fecero l'impresa
- Kilokalorie
- Da zero a dieci
- Perduto amor
- Il terzo occhio
- Alla fine della notte
- Lezione di stile
- Questo sguardo
- Dolina

### TV
- Amici di Gesù - Giuseppe di Nazareth
- Via Zanardi 33
- Le ragioni del cuore
- San Giovanni - L'apocalisse
- Questo amore
- Padri e figli
- Ho sposato un calciatore
- Roulette
- Medicina generale 2